# Gillian Gilbert
Gillian Lesley Gilbert (Manchester, 27 de janeiro de 1961) é uma musicista britânica. Ela é tecladista e guitarista ocasional da banda britânica de rock e música eletrônica New Order.

## Biografia

### Carreira
Gillian fazia parte de um trio feminino de punk rock que ensaiava próximo ao Joy Division. Nesta época, começou a namorar o baterista Stephen Morris. Após o suicídio do vocalista Ian Curtis, e a mudança de nome para New Order, os três membros remanescentes do Joy Division convidaram Gillian a se integrar ao novo projeto. O nome de Gillian foi sugerido pelo empresário Rob Gretton. O primeiro show com o New Order ocorreu em Manchester, no dia 25 de outubro de 1980.

### Vida Pessoal
Casou-se com o baterista Stephen Morris e também trabalhou junto a ele em um projeto paralelo ao New Order chamado The Other Two. O casal tem duas filhas, Tilly e Grace. Grace sofre de mielite transversa, que tem efeitos similares a danos na espinha dorsal. A doença inicialmente deixou Grace paralisada da cintura para baixo, mas ela se recuperou bastante e já consegue caminhar sozinha, embora ainda necessite de ajuda e tratamento. Consequentemente Gillian — que hoje prefere ser chamada de Gillian Morris — saiu do New Order em 2001 para se dedicar as suas filhas e só voltou à banda em 2011.